# Церковь Марии Магдалины (Приморск)
Церковь Святой Марии Магдалины (фин. Koiviston kirkko) — бывший лютеранский храм в городе Приморске, построенный в 1904 году по проекту Йозефа Стенбека в стиле северного модерна.

## Строительство
Первая церковь в приходе Койвисто была построена в XIV веке на острове Суокансаари архипелага Берёзовые острова. Затем церкви строили на побережье бухты Катерлахти, на мысе Кирккониеми (ныне мыс Светлый).

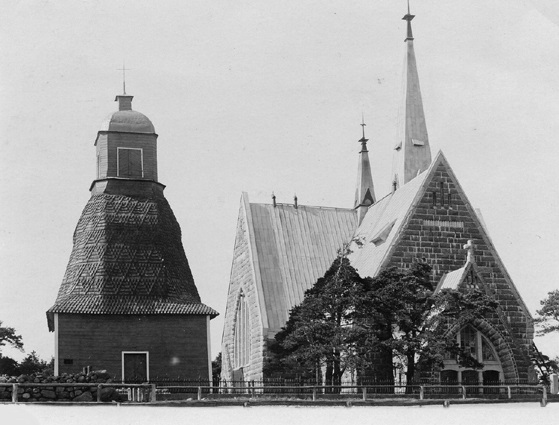
Кирха Койвисто со старой колокольней

К началу XX века в Койвисто стояла деревянная кирха, пятая по счёту — оригинальное строение с двускатной крышей. Она была неспособна вместить всех прихожан и потому богослужения по крупным христианским праздникам проводилось на улице. В 1911 году эту церковь перевезли из Койвисто в Выборг под названием Таликкаланкиркко, а колокольню постройки 1775 года — оставили. Деревянная колокольня простояла здесь до 1944 года, после чего была разрушена.
Проектирование нового храма началось Йозефом Стенбеком в 1900 году, к концу 1901 были закончены все чертежи.
Наконец в 1902 году, началось строительство кирхи на 1800 человек, способной удовлетворить потребности прихода.
Кирха была освящена и открыта для прихожан 18 декабря 1904 года.
В 1905 году Койвисто посетил царь Николай II с многочисленной свитой. Из дневника Николая II (1890—1906 гг.):

14-го сентября. Среда. В 2 часа покинули Транзунд и перешли в Бьёрке. Стали на якорь между Кайвицей и Равицей со всем наши отрядом…

16-го сентября. Пятница. Встали рано. В 10 час отправился на миноносец «Грозящий», который снялся с якоря и пошёл к выходу в море. Долетели до острова Рондо и вернулись к якорной стоянке в час и 5 мин.

17-го сентября. Суббота. Съехали на берег и посетили в Койвисто кирку, она недавно выстроена, вся из камня, вместо прежней, деревянной. Осмотрел ещё лесопилку.

Император подарил приходу Койвисто 22 500 марок, на эти деньги был изготовлен орган на тридцать один регистр в Финляндии на фабрике в Кангасала.
В центре зала разместился «Церковный символ» койвистовцев — скульптура судна 1785 г., которая переехала из прошлой кирхи. Красивейшая настенная фреска была выполнена женой архитектора Анной Стенбек.
Чуть позже Швеция передала в дар приходу золотые литургические сосуды, выполненные в 1777 году в Стокгольме при короле Густаве III.
В 1928 году витражист Леннарт Сегерстроле выполняет в окне западного фасада великолепный витраж на библейскую тему «Христос и 4 ангела». Это был самый большой по площади (46 м2) витраж в Финляндии. Поскольку кирха в Койвисто была воздвигнута в честь Марии Магдалины, на алтарном окне был изображён момент явления Христа Марии Магдалине. Расписывая западное окно в церкви Койвисто, Сегерстроле выполняет и эскиз нового алтаря. И витраж, и алтарь были открыты одновременно.
На южном окне церкви также был выполнен витраж Лаури Вялкке «Пётр и Павел». Работу выполняли художники из фирмы «Саломон Вуори» из Хельсинки.
Во внутреннее убранство кирхи кроме всего прочего входили дубовые резные скамьи ручной работы и 10 хрустальных люстр (5 из них сейчас в Финляндии).

## Архитектура
Здание, одно из самых замечательных на Карельском перешейке, выполнено в стиле финского национального романтизма, северной разновидности модерна. Наружные стены сложены из местных пород красноватого гранита, внутренние из кирпича. Кровля — гальванически обработанная жесть. Здание выполнено в форме креста. Длина здания — 37 метров, ширина 28 метров и высота шпиля 60 метров.

## В советское и постсоветское время

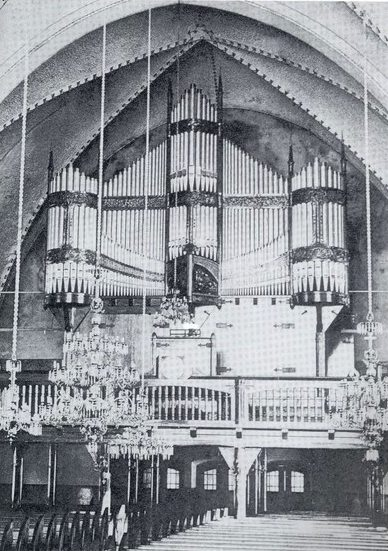
Церковный 31 регистровый орган.

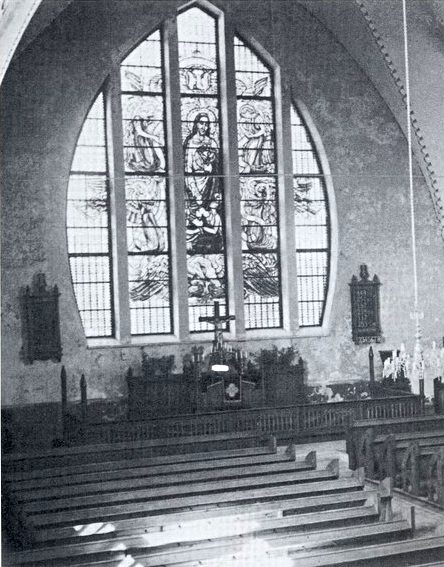
Алтарь кирхи в 30-е годы XX века.

За время зимней войны 1939—1940 года кирха не пострадала. После занятия Койвисто советскими войсками в 1940 году в кирхе разместился Дом культуры и конюшня. Также здесь проводились собрания переселенцев.
С началом Великой Отечественной войны храм серьёзно пострадал: советский снаряд пробил крышу и разорвался внутри кирхи, вызвав значительные разрушения. К осени 1941 года финны вернули себе Койвисто, в кирхе был проведён ремонт — немецкая черепица на крыше заменена на гальванически обработанные листы из металла, починены скамьи. Вскоре возобновились службы.
Весной 1944 года, с наступлением советских войск, финны вновь покинули город. В здании находились раненые, здесь же были расселены на несколько дней мирные жители, вернувшиеся из эвакуации.
Летом и осенью 1944 года в здании кирхи располагался клуб моряков, а городской кинотеатр открыли на Комсомольской улице (ныне магазин «Альта»), позже туда перевезли и резные дубовые скамейки и другое имущество, а здание кирхи было заброшено.
Когда и куда пропал орган доподлинно неизвестно.
В 1948 году комсомольская молодёжь обратилась к руководству Койвистовского района с просьбой о выделении им нового дома культуры в здании бывшей кирхи. Просьба была удовлетворена и комсомольцы приступили к ремонту с реконструкцией. Целью ремонта, кроме вывоза мусора, было также лишение здания признаков принадлежности к религиозному культу. Так, внутри кирху разделили на комнаты, витраж был заложен кирпичом, кресты спилили, а на хорах установлено кинопроекционное оборудование. На месте креста было установлено красное знамя (правда, провисело оно недолго).
В 1992 году со стороны северного фасада кирхи, на месте старого воинского захоронения, был установлен небольшой памятник «Парус и крест», выполненный по проекту скульптора Айла Сало, родившейся в Койвисто. Крест — символ памяти о тех, кто погиб здесь — о русских и финнах, военных и гражданских, парус — символ дружбы между русским и финским народами. Памятник перенесён на новое место к юго-востоку от кирхи в 2019 году.
В 1990-е, со снятием статуса пограничной зоны у Приморска, здание подверглось нецелевому использованию. Здесь открывался бар «Харви», дискотека, некоторое время был магазин. В 1996 году в малом зале разместился краеведческий музей (вход с южной стороны).
В 2004 г. по инициативе Колотовой И. Н., директора музея, была созвана конференция, посвященная 100-летию храма. В конференции приняли участие епископ лютеранской церкви Ингрии Арри Кугаппи, шведский пастор-миссионер О. Бъерклунд, ученые-историки из С-Петербурга и Финляндии.
К концу первого десятилетия XXI века кирха (в том числе и из-за многочисленных реконструкций и нецелевого использования) серьёзно обветшала. Деревянные балки сгнили и требовали срочной замены, крыша здания в любой момент могла рухнуть. У местной администрации денег на ремонт не было, а те мизерные средства, которые выделялись из федерального бюджета, отправлялись на другие цели. Уроженец Приморска Михальченко С. Ю. пожертвовал значительную сумму денег на ремонт кирхи, однако даже этих средств хватило лишь на ремонт кровли и замену балок.
В 2006—2007 годах здесь проводились фестивали электронной музыки «Temple Dance» и «Armada Dance»
В 2019 году восстановлены старые финские захоронения на территории кирхи.

## Легенды кирхи
- У последнего пастора кирхи (Тойво Кансанен) была дочь, которая не пожелала покидать родной дом во время эвакуации. Девушка добровольно приковала себя цепью в колокольне кирхи. Она стреляла из снайперской винтовки по наступавшим балтийцам до последнего патрона[6].
- Таинственно исчезнувший орган финны не успели вывезти и спрятали в окрестных лесах. Из-за изменившейся местности его теперь не могут найти. В начале 1990-х его безуспешно искал приехавший в Россию бывший пастор[7].